# Supermarine Spitfire
O Supermarine Spitfire é um avião de caça monomotor de hélice, desenvolvido e fabricado na Inglaterra pela Supermarine, de 1938 a 1948. Amplamente utilizado na Segunda Guerra Mundial, foi o único caça aliado que operou durante todo o conflito.

## História
Projetado em 1936 por Reginald Mitchell, que na década de 1920 criou o também famoso Supermarine S6, entrou em serviço em agosto de 1938, na versão Mk I. O seu nome significa em inglês "cuspir fogo" sendo a expressão designadora de uma pessoa, especialmente mulher, de temperamento explosivo.
O primeiro voo ocorreu em 5 de março de 1936, quando o capitão Joseph "Mutt" Summers, piloto de testes chefe da Vickers, decolou do Aeródromo de Eastleigh, atual Aeroporto de Southampton.
A fama deste caça firmou-se na Batalha da Inglaterra, em combate contra o Messerschmitt Bf 109, a partir da Blitz sobre as cidades britânicas. Embora no cômputo final da batalha se verifique que foram abatidos mais caças britânicos do que alemães, as perdas de bombardeiros impostas pela Royal Air Force à Luftwaffe, com o uso dos caças Hawker Hurricane escoltados pelos Spitfires, frustrou os planos de Adolf Hitler de obrigar a Grã-Bretanha a assinar a paz, segundo os seus termos.

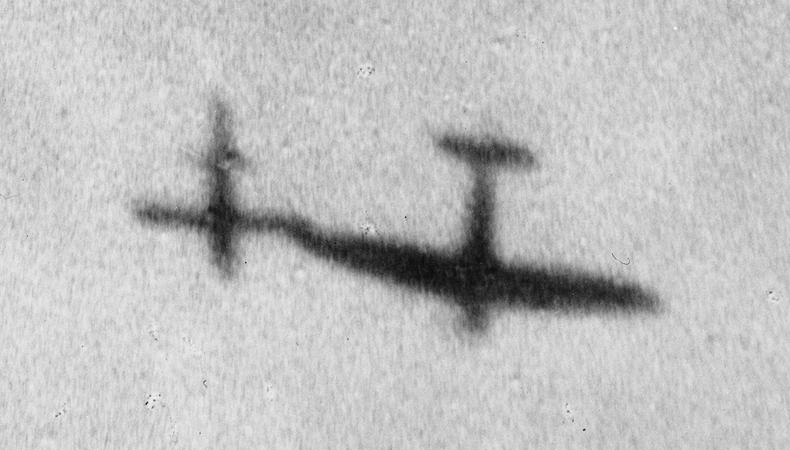
Um Spitfire (à direita), pilotado por Kenneth Roy Collier em 23 de junho de 1944, perseguindo uma bomba voadora V-1 (menor, à esquerda) e tentando desviá-la da rota com a ponta da sua asa.

Vista em corte do Spitfire.

No final de 1941, quando os nazis já estavam focados no seu principal objetivo, a invasão da então União Soviética (Operação Barbarossa), foi introduzido um caça que superava o Spitfire em performance: o alemão Focke-Wulf Fw 190. Por esta época o Spitfire Mk V começou a ser produzido sob licença, tanto nos Estados Unidos quanto na União Soviética. A resposta da RAF foi o desenvolvimento de versões mais potentes e pesadas. Após o Spitfire Mk V, foi produzido em grande escala o Spitifire Mk IX, a versão mais popular que competia em pé de igualdade com o Fw-190A5.
O Spitfire foi produzido desde 1938 até 1948. Do Mk I equipado com motor Merlin de 990 hp e desenvolvendo uma velocidade de 560 km/h, até o Mk 47 equipado com motor Griffon de 2 200 hp e desenvolvendo uma velocidade de 723 km/h.
Inicialmente visto como uma solução para combater o Bf-109 acima dos 25 mil pés, o Mk V foi a versão mais produzida do Spitfire. Foi também produzido em diferentes sub-tipos, todos equipados com o motor Merlin 45 ou 46, com 1.230 hp. Basicamente, o que determinava a versão era a asa. O Mk Va era equipado com 8 metralhadoras Browning, o Mk Vb possuía dois canhões de 20 mm Hispano e quatro metralhadoras, e o Mk Vc possuía a asa “universal”, que podia ser equipada com combinações de canhões e metralhadoras, dependendo da necessidade ou preferência do piloto. Algumas asas, podiam ser equipadas com pontas especiais alongadas, para interceptação a alta altitude, ou pontas curtas para missões a baixa altura. Equipados com superchargers modificados para aumentar a potência a baixa altura e com filtros de areia Vokes, os Mk V foram enviados para o Norte da África.
Em junho de 1942, um Fw-190 pousou em Pembrey, após seu piloto ter se perdido no mau tempo. Isto deu a RAF, a oportunidade de testar a aeronave contra o Spitfire Mk V, e o caça alemão mostrou-se melhor em todos os aspectos, com exceção da habilidade de realizar curvas. Aguardando a chegada do Mk IX, alguns Mk V tiveram a ponta da asa removida em 4 pés e 4 polegadas, para aumentar a velocidade em altitude média.
O primeiro Mk IX chegou em julho e foi designado para o Esqudrão Nº 64 em Hornchurch. Ele possuía um grande ganho em desempenho, especialmente no que diz respeito a razão de subida e velocidade máxima, que agora era de 410 mph. Testado contra o capturado Fw-190, o Mk IX mostrou-se com desempenho favorável. 
Em 1944, o Spitfire XIV começou a substituir gradualmente a versão IX, a versão VIII foi designada ao teatro do mediterrâneo e pacífico. A versão XIV era a mais rápida de todas, porém também a mais pesada, o grande motor americano fez o Spitfire perder um pouco a sua silhueta. Em 1944 começaram a modificar os motores do Spitfire  LF IX para obter um impulso a 25 libras, que aumentava a potência do motor em média e baixa altitudes.
Os Spitfire atuaram também como caças-bombardeiros em apoio ao 2º Exército Britânico, quando de seu avanço até o Rio Reno. Na fatídica Operação Market Garden e dos subsequentes voos de ressuprimento das tropas, os Spitfires escoltaram as aeronaves de transporte. No dia 5 de outubro, o primeiro jato Me-262 a ser abatido, o foi por um Spitfire do Esquadrão Nº 401.
Foi empregado em missões alternativas ou humanitárias, quando os suportes sob as asas foram modificados, por exemplo, para carregarem barris de cerveja no lugar de bombas.
Os Spitfire também escoltaram os Lancaster e os Halifax nos dois últimos grandes ataques da guerra, contra Heligoland e Wangerooge. Um dos pilotos que participou da escolta foi Bobby Oxspring, que havia começado a guerra voando o Spitfires  no Esquadrão Nº 66, em fevereiro de 1939, e agora a estava terminando, como Comandante do Grupo Nº 24, ainda pilotando Spitfires
A última batalha na Segunda Guerra foi com esquadrões de Seafire Nº 801 e 880, em 1945. Eles eram equipados com tanques auxiliares americanos, que aumentava-lhes o raio de ação em 50%. Esses Mk III, no dia 15 de agosto, escoltando torpedeiros Avenger, abateram 8 caças Zero.
Após a Segunda Guerra, Spitfires e 109s voltaram a se enfrentar e até mesmo voar juntos na Guerra Árabe-Israelense.

## Versões

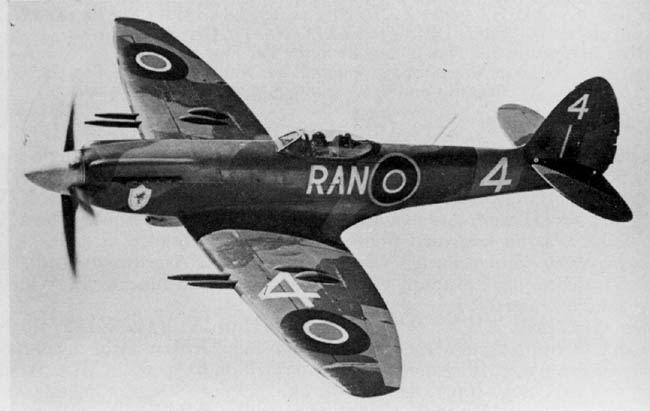
Um Supermarine Spitfire Mk XVI.

Ao todo, foram construídas 20 351 unidades, em mais de quarenta versões, que podem ser divididas em três grandes categorias:
- Equipados com motor Merlin;
- Equipados com motor Griffon;
- Versão naval (Seafire).

Entre as versões mais conhecidas, destacam-se:
- Mk I PR, de 1939, primeiro Spitfire de reconhecimento aéreo;
- Mk V, de 1941, a mais produzida;
- Mk IX,[11] de 1942, equipada com o motor Merlin 61. A versão da série IX mais produzida (mais de 4 mil) foi a LF, com o motor Merlin 66 em 1943;
- Mk XIV, de 1944, usando motores Griffon, foi o caça mais veloz do mundo no início de 1944, alcançando 715 km/h[12] a altitude de 7 500 m.

## Operadores
Além da Royal Air Force, as forças aéreas da França, África do Sul, Bélgica, Canadá e Portugal operaram o Spitfire como avião de caça.

## Emprego na Força Aérea Portuguesa
A partir de 1942, foram adquiridas pela Aeronáutica Militar cento e doze aeronaves. Com a criação da Força Aérea foram transferidas para o novo Ramo. Foram abatidos em 1955.

## Remanescentes
A produção do Spitfire cessou em 1948. Atualmente restam menos de cinquenta exemplares espalhados pelo mundo, entre museus aeroespaciais e colecionadores particulares. Um destes raros exemplares pertence ao Museu Asas de um Sonho, instituição privada pertencente à companhia aérea brasileira TAM.

## Especificações
|                   | Mk IA                                                         | Mk IIA                                                        | Mk VB | L.F. Mk VB | Mk VI |
| ----------------- | ------------------------------------------------------------- | ------------------------------------------------------------- | --- | --- | --- |
| Comprimento       | 9,12 m (29,9 ft)                                              | 9,12 m (29,9 ft)                                              | 9,12 m (29,9 ft) | 9,12 m (29,9 ft) | 9,12 m (29,9 ft) |
| Envergadura       | 11,23 m (36,8 ft)                                             | 11,23 m (36,8 ft)                                             | 11,23 m (36,8 ft) | 9,9 m (32,5 ft) | 12,24 m (40,2 ft) |
| Altura            | 3,02 m (9,91 ft)                                              | 3,02 m (9,91 ft)                                              | 3,48 m (11,4 ft) | 3,48 m (11,4 ft) | 3,48 m (11,4 ft) |
| Área alar         | 22,5 m² (242 ft²)                                             | 22,5 m² (242 ft²)                                             | 22,5 m² (242 ft²) | 21,46 m² (231 ft²) | 23,1 m² (249 ft²) |
| Peso vazio        | 1 953 kg (4 310 lb)                                           | 2 059 kg (4 540 lb)                                           | 2 251 kg (4 960 lb) | 2 251 kg (4 960 lb) | N/D |
| Peso carregado    | 2 692 kg (5 930 lb)                                           | 2 799 kg (6 170 lb)                                           | 3 071 kg (6 770 lb) | 2 925 kg (6 450 lb) | 3 057 kg (6 740 lb)                                                                                                   |
| Motorização (x1)  | Motor a pistão Rolls-Royce Merlin III                         | Motor a pistão Rolls-Royce Merlin XII                         | Motor a pistão Rolls-Royce Merlin 45 | Motor a pistão Rolls-Royce Merlin 50M | Motor a pistão Rolls-Royce Merlin 47                                                                                  |
| Potência          | 1 030 hp (768 kW) a 4 877 m (16 000 ft)                       | 1 135 hp (846 kW) a 3 734 m (12 300 ft)                       | 1 470 hp (1 100 kW) a 3 353 m (11 000 ft) | 1 585 hp (1 180 kW) a 1 158 m (3 800 ft) | 1 415 hp (1 060 kW) a 4 267 m (14 000 ft)                                                                             |
| Velocidade máxima | 582 km/h (314 kn) a 5 669 m (18 600 ft)                       | 570 km/h (308 kn) a 5 349 m (17 500 ft)                       | 597 km/h (322 kn) a 6 096 m (20 000 ft) | 564 km/h (305 kn) a 1 798 m (5 900 ft) | 570 km/h (308 kn) a 5 349 m (17 500 ft)                                                                               |
| Alcance bélico    | 680 km (423 mi) com combustível interno                       | 651 km (405 mi) com combustível interno                       | 760 km (472 mi) com combustível interno | 760 km (472 mi) com combustível interno | 688 km (428 mi) com combustível interno                                                                               |
| Alcance normal    | N/D                                                           | N/D                                                           | 1 827 km (1 140 mi) | N/D | 2 462 km (1 530 mi) com 772 l (204 US-gal) em tanques externos                                                        |
| Teto de serviço   | 10 485 m (34 400 ft)                                          | 11 460 m (37 600 ft)                                          | 10 668 m (35 000 ft) | 10 881 m (35 700 ft) | 11 948 m (39 200 ft)                                                                                                  |
| Razão de subida   | 11 m/s a 2 956 m (9 700 ft)                                   | 15,3 m/s a 3 962 m (13 000 ft)                                | 16,5 m/s a 4 572 m (15 000 ft) | 24 m/s ao nível do mar | 13,5 m/s a 8 534 m (28 000 ft)                                                                                        |
| Carga alar        | 117 kg/m²                                                     | 122 kg/m²                                                     | 137 kg/m² | 130 kg/m² | 137 kg/m² |
| Armamento         | 8 x metralhadoras .303 de 7,7 mm (0,303 in) Browning, 350 rpg | 8 x metralhadoras .303 de 7,7 mm (0,303 in) Browning, 350 rpg | 2 x canhões Hispano II de 20 mm (0,787 in) com 60 tiros 4 x metralhadoras .303 de 7.7 mm (0,303 in) Browning, 350 rpg 2 x bombas de 113 kg (249 lb) ou 1 x de 227 kg (500 lb) | 2 x canhões Hispano II de 20 mm (0,787 in) com 60 tiros 4 x metralhadoras .303 de 7.7 mm (0,303 in) Browning, 350 rpg 2 x bombas de 113 kg (249 lb) ou 1 x de 227 kg (500 lb) | 2 x canhões Hispano II de 20 mm (0,787 in) com 60 tiros 4 x metralhadoras .303 de 7.7 mm (0,303 in) Browning, 350 rpg |

## Galeria

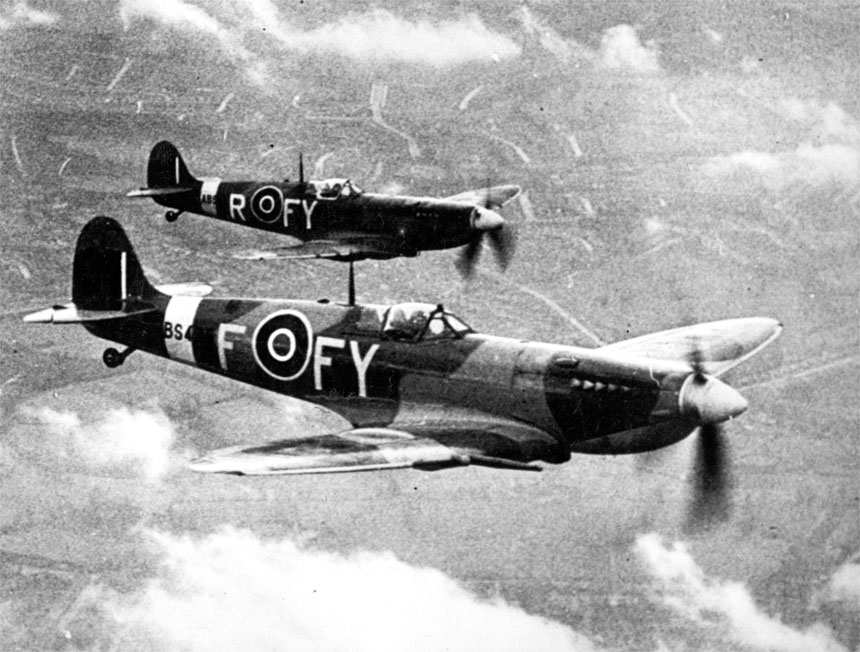
Dois Spitfire Mk IX em 1944.
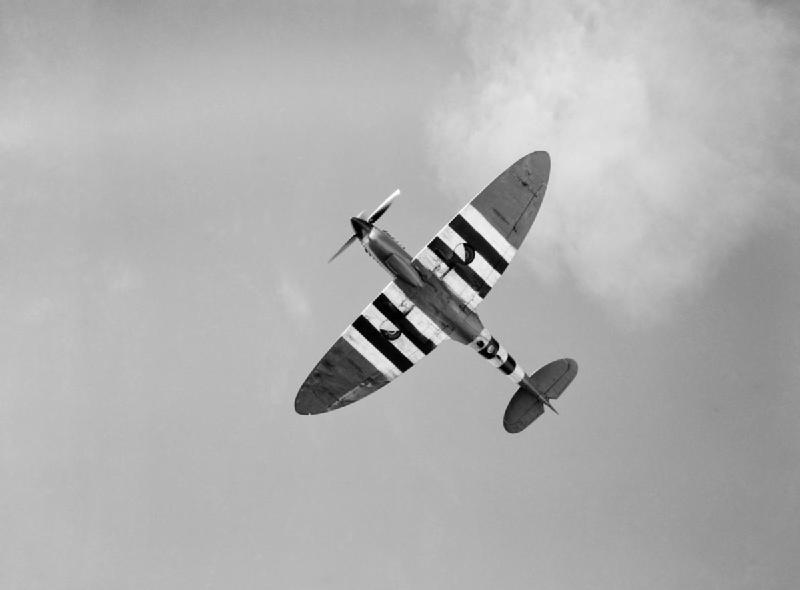
Supermarine Spitfire PR Mark XI em 1944.
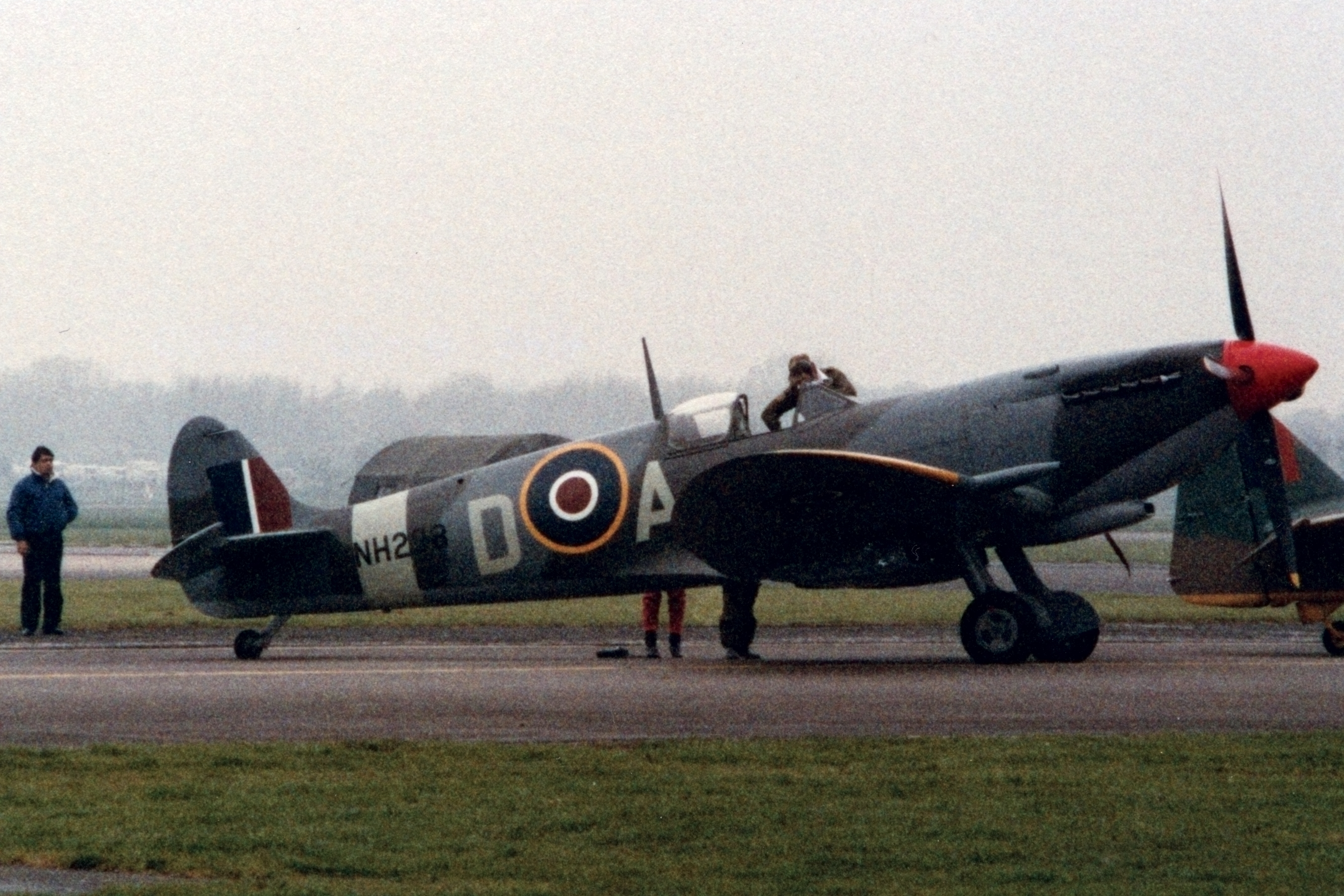
Supermarine Spitfire no Rotterdam Airport Airshow (Países Baixos, 1985).
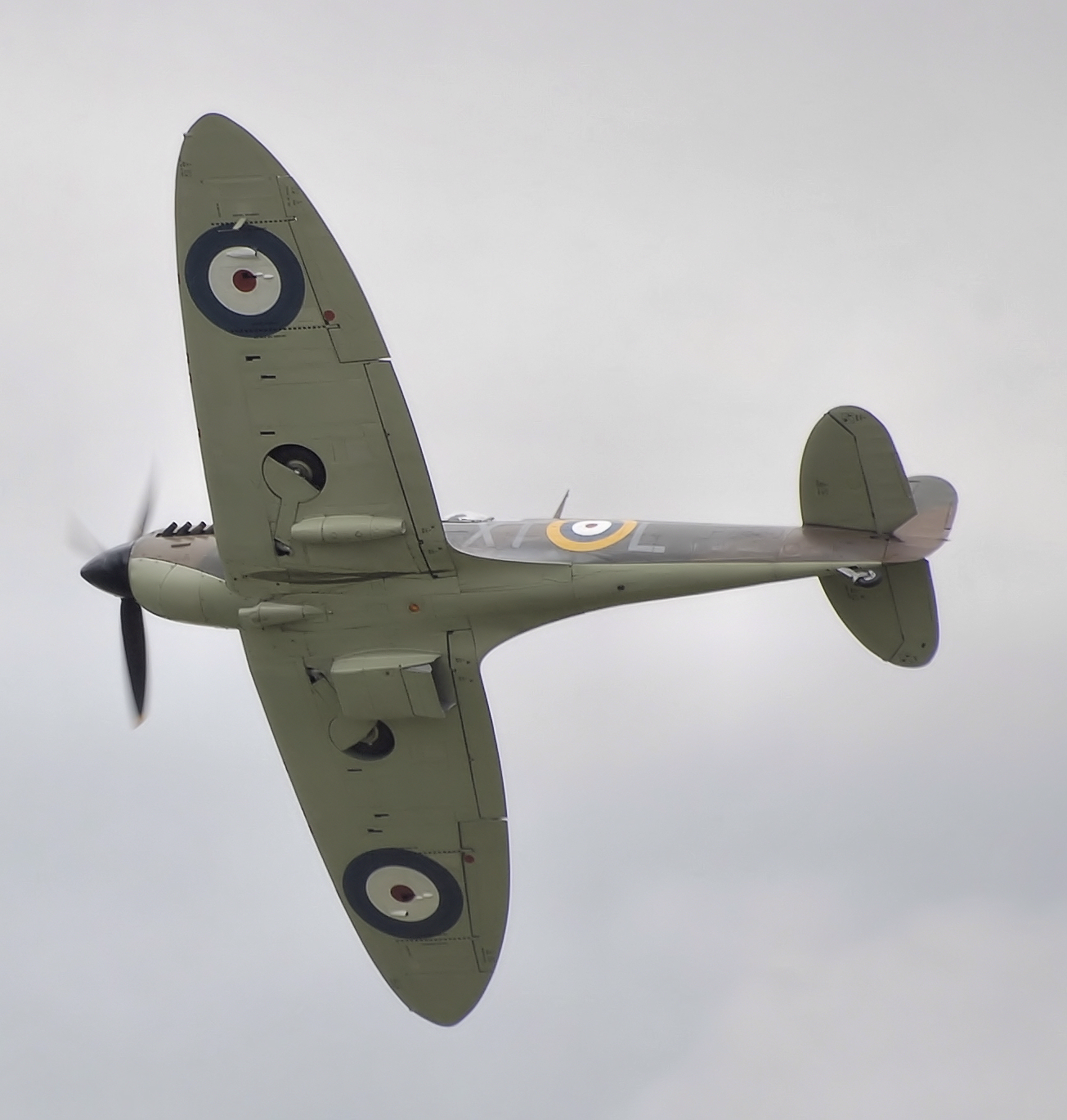
Supermarine Spitfire Mk IIA em voo no Kemble Air Day (Inglaterra, junho de 2008).